# Peribatodes vaucheri
Peribatodes vaucheri är en fjärilsart som beskrevs av Thierry-mieg 1916. Peribatodes vaucheri ingår i släktet Peribatodes och familjen mätare. Inga underarter finns listade i Catalogue of Life.